# Orica
Orica er et australsk-baseret multinationalt selskab, der er én af verdens største udbydere af kommercielle sprængninger med sprængstof til minedrift, stenbrud, olie og gasudvinding, samt leverandør af natriumcyanid til guldudvinding.
Selskabet blev grundlagt i 1874, har en arbejdsstyrke på omkring 11.500 medarbejdere og entreprenører, der servicerer kunder i mere end 100 lande.

## Sponsorater
Siden 2012 har Orica været sponsor for cykelholdet Orica-Scott.